# Malghult (naturreservat)
Malghult är ett naturreservat i Oskarshamns kommun i Kalmar län.
Området är naturskyddat sedan 1995 och är 21 hektar stort. Reservatet ligger nordost om sjön Hummeln och består av alsumpskog, blandlövskog, hedekskog och blåbärsgranskog. 